# Brian Urlacher
Brian Keith Urlacher (se pronuncia /ɜrlækər/; “Erláker”) Pasco, Washington, 25 de mayo de 1978) es un exjugador de fútbol americano de los Chicago Bears de la Liga Nacional de Fútbol NFL. Urlacher, alumno de la Universidad de Nuevo México, jugó ocho veces en el Pro Bowl y se estableció como uno de los linebackers más productivos de la NFL, ganando el Novato Defensivo del Año de la NFL en el año 2000 y el Jugador Defensivo del Año de la NFL en el año 2005, estando entre los 5 jugadores que han logrado este reconocimiento.
A raíz de una grave lesión en el primer partido de la temporada 2009 entre los Green Bay Packers y los Chicago Bears, Urlacher quedó fuera toda la temporada. Durante el partido Urlacher se dislocó la muñeca de su mano izquierda en el tercer período, y su equipo terminó perdiendo 21-15 este juego.

## Primeros años
Brian Urlacher nació de Brad y Lavoyda Urlacher en Pasco, Washington. La familia se divorció a finales de la década de lo ochenta, y Lavoyda ganó la custodia de Brian y sus hermanos. Lavoyda entonces se mudó con su familia a Lovington, Nuevo México donde iniciaron una nueva familia. Mientras su madre trabajaba muchas horas para mantenerlos a flote, Urlacher invertía su tiempo libre ejercitándose a tiempo completo. Urlacher demostró interés sincero en el fútbol. Urlacher combinó su fuerza bruta, agilidad, y velocidad para llevar a los Lovington High School Wild Cats en una temporada de 14 victorias contra 0 derrotas. 

## Carrera universitaria
Aunque Urlacher fue tenía una beca parcial para asistir a la Texas Tech University, sus sueños se vieron truncados después de que la universidad no le ofreció una beca que tanto necesitaba. Las únicas universidades que expresaron real interés en él fueron la Universidad de Nuevo México y la Nuevo México State de la cual eligió la universidad de Nuevo México.
Urlacher jugó como hombre de recambio durante la temporada de 1996, para la siguiente temporada el entrenador Dennis Franchiones tuvo un plan de recuperación para el equipo que se basó en gran medida en alumnos de segundo ciclo.
Urlacher jugó más en su segundo año y la Universidad de Nuevo México terminó con un récord 9 ganados y 4 perdidos, ganando el Wester Athletic Conderence que es el trofeo de la división de la montaña. Pero al final perdió 41 – 13 contra la Universidad de Colorado State en el juego de campeonato de la WAC. 
A pesar de la derrota los Lobos fueron invitados al Insight.com Bowl, donde perdieron contra la Universidad de Arizona 20-14.
Después de la temporada de 1997, Franchione dejó la universidad para dirigir la Universidad Cristiana de Texas. 
Rocky Long un exalumno de la universidad y excoordinador defensivo de UCLA, ayudó a Urlacher a conseguir reconocimiento nacional. Bajo su tutela y la del coordinador defensivo Bronco Mendenhall, Urlacher se convirtió en el “Lobo-Back” un cruce entre Linebacker y Safety, y obtuvo mucho éxito en el esquema defensivo de Long el 3-3-5 el realizó 422 tackles, consiguiendo convertirse en el tercero con más tackleos en la historia, 3 intercepciones, forzó 11 balones sueltos y Sacks. Él fue también el un especialista de retornos, atrapando siete pases para seis touchdowns. Urlacher también ganó muchos honores durante su carrera colegial, fue nombrado All-American por Sports Network, Walter camp, Footbal Writers Association of América, y el Associated Press. Entrando en el Draft del año 2000 y siendo considerado uno de los talentos colegiales más importantes.

## Estadísticas generales
|  | Seleccionado al Pro Bowl |

| Año   | Equipo | Juegos | Juegos | Tacleadas | Tacleadas | Tacleadas | Tacleadas | Intercepciones | Intercepciones | Intercepciones | Intercepciones | Intercepciones | Intercepciones | Balones sueltos | Balones sueltos |
| Año   | Equipo | GP     | GS     | Comb      | Total     | Ast       | Sck       | PDef           | Int            | Yds            | Avg            | Lng            | TDs            | FF              | FR              |
| ----- | ------ | ------ | ------ | --------- | --------- | --------- | --------- | -------------- | -------------- | -------------- | -------------- | -------------- | -------------- | --------------- | --------------- |
| 2000  | CHI    | 16     | 14     | 124       | 98        | 26        | 8         | 5              | 2              | 19             | 9.5            | 19             | 0              | 0               | 1               |
| 2001  | CHI    | 16     | 16     | 109       | 82        | 27        | 6         | 5              | 3              | 60             | 20             | 41             | 0              | 2               | 2               |
| 2002  | CHI    | 16     | 16     | 132       | 96        | 36        | 4.5       | 6              | 1              | 0              | 0              | 0              | 0              | 2               | 2               |
| 2003  | CHI    | 16     | 16     | 100       | 71        | 29        | 2.5       | 4              | --             | --             | --             | --             | --             | 0               | 0               |
| 2004  | CHI    | 9      | 9      | 54        | 336       | 18        | 5.5       | 6              | 1              | 42             | 42             | 42             | 0              | 2               | 0               |
| 2005  | CHI    | 16     | 16     | 99        | 75        | 24        | 6         | 5              | --             | --             | --             | --             | --             | 1               | 0               |
| 2006  | CHI    | 16     | 16     | 121       | 72        | 49        | 0         | 6              | 3              | 38             | 12.7           | 36             | 0              | 1               | 1               |
| 2007  | CHI    | 16     | 16     | 106       | 75        | 31        | 5         | 12             | 5              | 101            | 20.2           | 85             | 1              | 0               | 2               |
| 2008  | CHI    | 16     | 16     | 82        | 68        | 14        | 0         | 10             | 2              | 11             | 5.5            | 11             | 0              | 0               | 1               |
| 2009  | CHI    | 1      | 1      | 1         | 1         | 0         | 0         | 0              | --             | --             | --             | --             | --             | 0               | 0               |
| 2010  | CHI    | 16     | 16     | 118       | 89        | 29        | 4         | 10             | 1              | 0              | 0              | 0              | 0              | 2               | 3               |
| 2011  | CHI    | 16     | 16     | 100       | 82        | 18        | 0         | 7              | 3              | 7              | 2.3            | 8              | 0              | 0               | 2               |
| 2012  | CHI    | 12     | 12     | 64        | 49        | 15        | 0         | 7              | 1              | 46             | 46             | 46             | 1              | 2               | 2               |
| Total | Total  | 182    | 180    | 1,086     | 796       | 290       | 41.5      | 78             | 22             | 324            | 14.7           | 85             | 2              | 12              | 16              |

Fuente: NFL.com